# Partido Trabalhista de São Cristóvão e Neves
O Partido Trabalhista de São Cristóvão e Neves (em inglês: Saint Kitts and Nevis Labour Party, SKNLP) é um partido político de São Cristóvão e Neves, um país caribenho. Foi fundado no ano de 1932, seu membro mais famoso é Denzil Douglas.

## História
Foi fundado em 1932.
Nas eleições de 1995, o partido é vencedor, e Denzil Douglas torna-se Primeiro-ministro. Em plebiscito sobre a independência da ilha de Neves em 1998, os separatistas conquistam 62% dos votos, o que não é suficiente para a ilha se tornar um país independente.
Em março de 2000 o partido conquista 8 das 11 cadeiras da Assembleia do país. Já em 2004, conquista 7 das 11 cadeiras e Denzil Douglas assume seu terceiro mandato.

## Resultados eleitorais

### Eleições legislativas
| Data | Votos  | %         | Deputados | +/- | Status   |
| ---- | ------ | --------- | --------- | --- | -------- |
| 1952 | 11 016 | 84,7 (#1) | 8 / 8     |     | Governo  |
| 1957 | 5 270  | 53,6 (#1) | 5 / 8     | 3   | Governo  |
| 1961 | 7 808  | 64,5 (#1) | 7 / 10    | 2   | Governo  |
| 1966 | 6 249  | 44,3 (#1) | 7 / 10    | =   | Governo  |
| 1971 | 7 416  | 50,8 (#1) | 7 / 9     | =   | Governo  |
| 1975 | 7 363  | 60,2 (#1) | 7 / 9     | =   | Governo  |
| 1980 | 7 355  | 50,0 (#1) | 4 / 9     | 3   | Oposição |
| 1984 | 7 463  | 41,3 (#2) | 2 / 11    | 2   | Oposição |
| 1989 | 6 642  | 37,3 (#2) | 2 / 11    | =   | Oposição |
| 1993 | 8 405  | 43,8 (#1) | 4 / 11    | 2   | Oposição |
| 1995 | 10 662 | 49,2 (#1) | 7 / 11    | 3   | Governo  |
| 2000 | 11 762 | 53,6 (#1) | 8 / 11    | 1   | Governo  |
| 2004 | 11 426 | 50,6 (#1) | 7 / 11    | 1   | Governo  |
| 2010 | 12 227 | 47,0 (#1) | 6 / 11    | 1   | Governo  |
| 2015 | 11 897 | 39,3 (#1) | 3 / 11    | 3   | Oposição |